# 井上良馨
井上良馨（日语：／ Inoue Yoshika、1845年12月1日—1929年3月22日），日本德川幕府末期～明治時代的軍人。官至元帥海軍大将、从一位、大勋位、功二級、子爵。薩摩国（現鹿儿岛县）出身。

## 生平

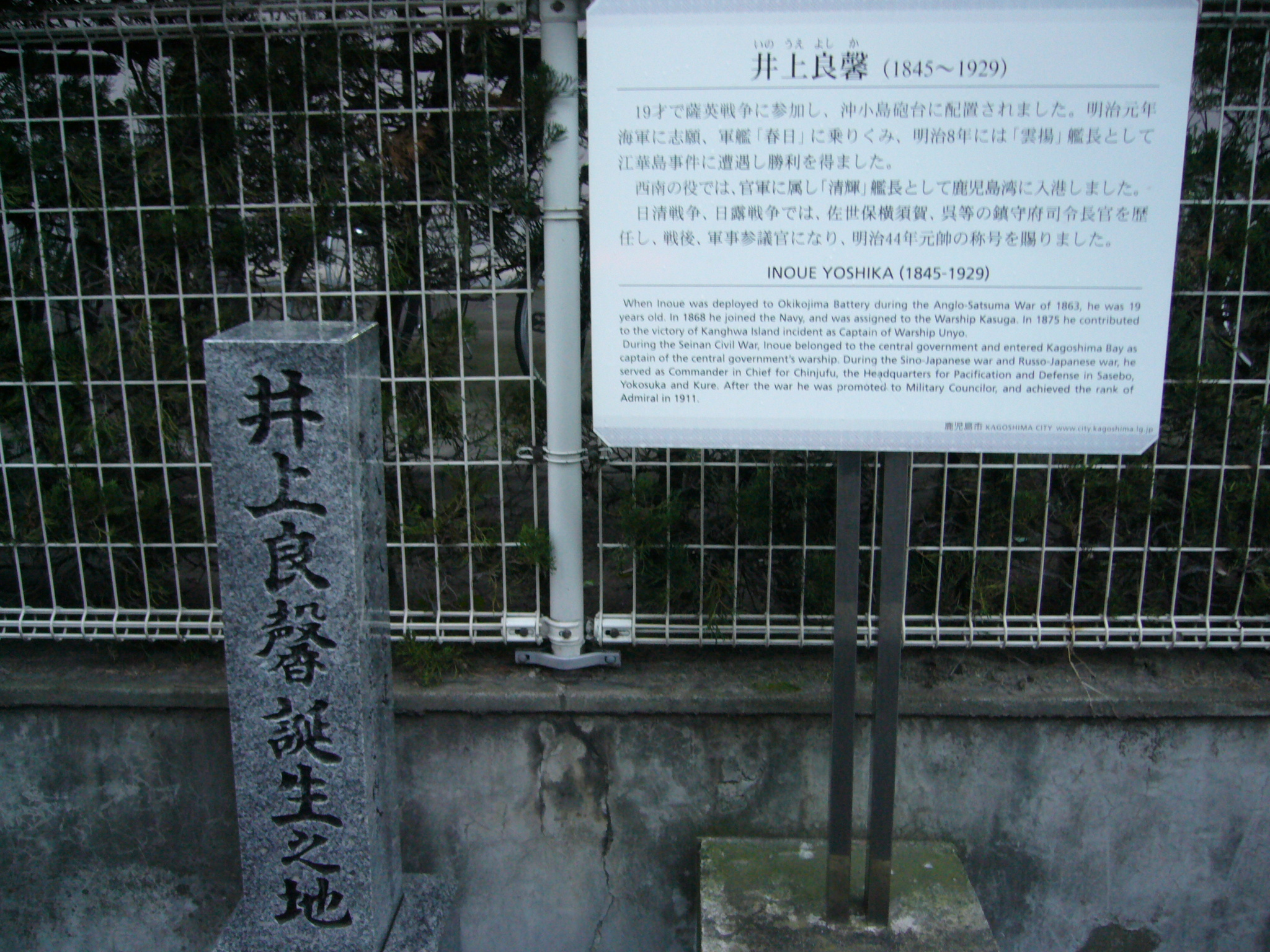
誕生碑（鹿儿島市加治屋町）

薩摩藩武士井上七郎的長男。幼名直八。与同郷的井上良智海軍中将是亲戚，与長州藩出身的井上馨没有関係。
文久3年（1863年）8月爆发萨英战争，井上良馨初次参战，被弹片贯穿左腿，负重傷。
庆应4年（1868年）担任「春日丸」的小頭，参加戊辰战争。在明治新政府中，井上的经历与伊東祐亨非常相似。日清战争中，伊東祐亨战功卓著，两人又几乎同时晋升。
新制度制定后，井上良馨任「龍驤」号中尉军官，明治5年（1872年）任「春日号」艦長。他赞成西郷隆盛的征韓論。在担任「春日号」艦長期间，镇压佐賀之乱、出兵台湾。
明治7年（1874年）10月，井上良馨迁任「雲揚号」舰长，次年3月被派往朝鮮，威胁李氏朝廷，9月15日，炮击江華島炮台，并攻占炮台，被称为江華島事件。此后归国回長崎向川村純義中将報告。
同年10月任「清輝号」艦長，期间参加西南战役。从明治12年（1879年）历任「東号」、「浅間号」、「扶桑号」艦長，明治15年（1882年）6月晋升为大佐。明治17年（1884年）2月至10月間，担任海軍省軍事部次長。明治20年（1887年）被封为男爵。明治25年（1892年）12月晋升中将。日清战争勝利后，井上进为子爵，担任西海艦隊司令長官。此后历任軍務局長、参謀本部海軍部長，军衔升至大将。明治44年（1911年）被授予元帥府元帅。昭和4年（1929年）3月22日85歳（虚岁）时去世。
| 军职                               | 军职                                                                                             | 军职                       |
| ---------------------------------- | ------------------------------------------------------------------------------------------------ | -------------------------- |
| 前任： 樺山資紀                    | 海軍軍務局長 第2代：1886年6月17日 - 1889年3月8日                                                 | 繼任： 伊東祐亨            |
| 前任： 伊東祐亨                    | 常備小艦隊司令官 第3代：1889年5月17日 - 同7月29日                                                | 繼任： 常備艦隊司令長官    |
| 前任： 常備小艦隊司令官 有地品之允 | 常備艦隊司令長官 初代：1889年7月29日 - 1891年6月17日 第6代：1895年11月16日 - 1896年2月26日       | 繼任： 有地品之允 坪井航三 |
| 前任： 有地品之允                  | 海軍参謀部長 第3代：1891 - 1892                                                                  | 繼任： 中牟田倉之助        |
| 前任： 林清康                      | 佐世保鎮守府司令長官 第4代：1892年12月12日 - 1893年5月20日                                       | 繼任： 相浦紀道            |
| 前任： 伊東祐亨 相浦紀道           | 横須賀鎮守府司令長官 第5代：1893年5月20日 - 1895年2月16日 第10代：1900年5月20日 - 1905年12月20日 | 繼任： 相浦紀道 上村彦之丞 |
| 前任： 相浦紀道                    | 西海艦隊司令長官 第2代：1895年2月16日 - 同11月15日                                               | 繼任： 舰队解散            |

## 関連項目
- 大日本帝國海軍軍人列表
- 日本海军大将列表